# Tara (boeddhisme)
Een Tara is in het boeddhisme een vrouwelijke godheid van verlichtende wijsheid. Zij heeft 21 verschillende gedaanten die alle Tara heten in alle kleuren van de regenboog, zoals de Groene Tara en de Witte Tara resp. de godheden van het moederschap en van het handelen. In deze twee favoriete gedaanten zit ze op een troon van lotus en maan en wanneer ze een been uitsteekt dan betekent dit dat ze gereed is tot handelen.
Tara betekent letterlijk de redster. In het boeddhisme is Tara een uitstraling van de bodhisattva Avalokitesvara. Ze is ontstaan uit tranen van Avalokitesvara, die vloeiden uit compassie met alle wezens. Tara is daarom bovenal de essentie (godheid) van het medeleven. Zij is de moeder van het Tibetaanse volk en staat bekend als een vrome koningin of gemalin. Volgens het boeddhisme kan men haar aanroepen of haar mandala pakken en zij komt aanvliegen om te helpen.